# Enicospilus madrigalae
Enicospilus madrigalae är en stekelart som beskrevs av Ian D. Gauld 1988. Enicospilus madrigalae ingår i släktet Enicospilus och familjen brokparasitsteklar. Inga underarter finns listade i Catalogue of Life.